# Pardoxia
Pardoxia é um gênero de traça pertencente à família Arctiidae.